# NGC 1548
NGC 1548 – grupa gwiazd znajdująca się w gwiazdozbiorze Perseusza, prawdopodobnie gromada otwarta. Odkrył ją John Herschel 3 lutego 1832 roku. Niektórzy astronomowie za obiekt NGC 1548 uznają położoną nieco bardziej na południowy zachód grupę gwiazd skupionych wokół gwiazdy HD 27403.